# Athletic Club Sparta Praha fotbal 2017-2018
Questa voce raccoglie le informazioni riguardanti l'Athletic Club Sparta Praha fotbal nelle competizioni ufficiali della stagione 2017-2018.

## Stagione
Andrea Stramaccioni è chiamato alla guida tecnica dello Sparta Praga, voluto dall'imprenditore ceco Daniel Křetínský, nuovo presidente della squadra: diviene il primo allenatore italiano della storia del club. La squadra subisce una rivoluzione interna, escludendo dall'organico una dozzina di elementi cechi e favorendo l'inserimento di calciatori stranieri – tra cui Jonathan Biabiany, esterno già allenato dal tecnico ai tempi dell'Inter – al fine di puntare alla vittoria del campionato dopo un periodo difficile di insuccessi. Stramaccioni non parte bene né in campionato né in coppa – escluso subito dal Baník Ostrava ai rigori –, uscendo immediatamente anche dall'Europa League, sconfitto dai serbi della Stella Rossa (3-0).
Le difficoltà riscontrate dall'allenatore italiano in terra boema a inizio stagione, causate anche dalle prestazioni negative e deludenti di molti rinforzi arrivati in estate, sembrano risolversi con l'arrivo dei nuovi acquisti nel mercato invernale, tuttavia con l'approdo a gennaio di Zdeněk Ščasný nel ruolo di direttore sportivo, Biabiany è messo fuori rosa e nella primavera del 2018 lo Sparta Praga lo licenzia dall'incarico proprio in seguito a una lite con Ščasný al termine di una partita contro lo Zbrojovka Brno, causata dall'intromissione del ds nei dettami tattici chiesti da Stramaccioni.
Pavel Hapal rileva l'incarico di Stramaccioni e traghetta la società fino al quinto posto finale in campionato, peggior risultato nella storia dello Sparta Praga nel campionato ceco e peggior risultato negli ultimi trentasei anni.

## Calciomercato
A differenza degli anni precedenti, con l'arrivo della nuova presidenza, lo Sparta Praga si muove aggressivamente sul mercato, puntando su giovani promettenti provenienti da società di diversi paesi europei.
Sono acquistati Biabiany in prestito dall'Inter, Dubravka (a zero dallo Slovan Liberec), Mavuba (a parametro zero dal Lilla), Janko (a zero dal Basilea), Vukadinovic (dal Trinity Zlín per € 0,6 milioni), Civic (dallo Slovácko per € 0,8 milioni), Stetina (dal Dukla Praga in cambio di un milione di euro), Mandjeck (dal Metz per € 1,3 milioni), Nita (dal FCSB per € 1,35 milioni), Kaya (dal Galatasaray per una cifra pari a due milioni di euro), Ben Haim (per 2,9 milioni di euro dal Maccabi Tel Aviv), Stanciu (dall'Anderlecht in cambio di € 3,75 milioni), Kanga e Plavšić (arrivati dalla Stella Rossa rispettivamente per 1 e 1,3 milioni di euro).
Lasciano il club i portieri Marek Štěch (in prestito gratuito al Luton Town, quarta divisione inglese), Tomáš Koubek (al Rennes per € 3 milioni) e Martin Dúbravka (in prestito oneroso in Premier League, al Newcastle Utd per € 2 milioni), oltre a Ondřej Mazuch (all'Hull City in cambio di € 2 milioni), Vjačeslav Karavaev (al Vitesse per un milione e mezzo di euro) e Aleš Čermák (al Viktoria Plzeň per € 1.000.000).
Secondo altre fonti, il trequartista rumeno Stanciu sarebbe arrivato per la cifra di 4,6 milioni di euro, un record per il calcio in Repubblica Ceca.

## Rosa
| N. |                       | Ruolo | Calciatore      |
| -- | --------------------- | ----- | --------------- |
| 1  | Romania (bandiera)    | P     | Florin Niță     |
| 2  | Turchia (bandiera)    | D     | Semih Kaya      |
| 3  | Rep. Ceca (bandiera)  | D     | Michal Kadlec   |
| 7  | Serbia (bandiera)     | D     | Mihailo Ristić  |
| 8  | Rep. Ceca (bandiera)  | D     | David Hovorka   |
| 9  | Gabon (bandiera)      | C     | Guélor Kanga    |
| 10 | Romania (bandiera)    | C     | Nicolae Stanciu |
| 11 | Israele (bandiera)    | C     | Tal Ben Haim II |
| 14 | Rep. Ceca (bandiera)  | C     | Václav Kadlec   |
| 16 | Rep. Ceca (bandiera)  | C     | Michal Sáček    |
| 17 | Rep. Ceca (bandiera)  | C     | Martin Frýdek   |
| 19 | Slovacchia (bandiera) | D     | Lukáš Štetina   |
| 20 | Rep. Ceca (bandiera)  | A     | Václav Drchal   |
| 21 | Rep. Ceca (bandiera)  | A     | David Lafata    |

| N. |                                 | Ruolo | Calciatore           |
| -- | ------------------------------- | ----- | -------------------- |
| 22 | Serbia (bandiera)               | C     | Srđan Plavšić        |
| 23 | Rep. Ceca (bandiera)            | C     | Josef Šural          |
| 24 | Francia (bandiera)              | C     | Rio Mavuba           |
| 25 | Rep. Ceca (bandiera)            | C     | Jiří Kulhánek        |
| 26 | Zimbabwe (bandiera)             | D     | Costa Nhamoinesu     |
| 28 | Rep. Ceca (bandiera)            | D     | Ondřej Zahustel      |
| 30 | Rep. Ceca (bandiera)            | A     | Lukáš Juliš          |
| 31 | Rep. Ceca (bandiera)            | P     | Vojtěch Vorel        |
| 32 | Bosnia ed Erzegovina (bandiera) | C     | Zinedin Mustedanagić |
| 35 | Rep. Ceca (bandiera)            | P     | David Bičík          |
| 39 | Russia (bandiera)               | D     | Vjačeslav Karavaev   |
| 69 | Rep. Ceca (bandiera)            | C     | Lukáš Vácha          |
| 77 | Francia (bandiera)              | C     | Jonathan Biabiany    |
| 88 | Romania (bandiera)              | C     | Bogdan Vătăjelu      |